# 삼기 (기업)
주식회사 삼기는 대한민국의 자동차 변속기 제조 기업으로,매출 구성은 변속기 부품 41.86%, 엔진 부품 29.85% 등으로 되어 있다.

## 역사 및 현황
- 1978년 6월: (주)삼기기공 설립
- 1984년 2월: (주)은진다이캐스팅 법인 설립
- 1988년 6월: (주)삼기기공 기술연구소 설립
- 1988년 8월: 1백만불 수출의 탑 수상
- 1993년 8월: 유망선진기술기업 지정(생산기술연구원)
- 1995년 4월: KT마크 획득 - SQUEEZE CASTING 분야(과학기술처)
- 1996년 7월: 공업기반기술개발사업 수행완료(마그네슘제 자동차부품 개발)